# Gachi Ferrari
Graciela Ferrari, más conocida como Gachi Ferrari (Buenos Aires, 19 de diciembre de 1954) es una modelo, actriz, empresaria, y presentadora de televisión argentina.

## Biografía

### Modelo publicitaria
Empezó su carrera siendo modelo. Fue elegida "la Chica Para Ti".

### Actriz de telenovelas
La exposición que logró le abrió las puertas de la televisión. Trabajó como actriz en telenovelas como Pobre diabla (1973) y Mi cuñado (1993-1996).

### Conductora de televisión
En 1978, año de la inauguración de ATC (Argentina Televisora Color), debutó como conductora en el programa Show fantástico. Más exitoso fue Telejuegos, programa infantil también emitido por ATC en los años 1980, en el cual acompañó a la titiritera sudafricano-argentina Cecile Charré.
También participó en El club de Anteojito y Antifaz ―junto al actor infantil Marcelo Marcote (actualmente pediatra) y al actor, músico y cómico Berugo Carámbula― y el recordado El libro gordo de Petete.
Condujo Jardincito, Supershow Infantil y participó en La noticia rebelde.

### Conductora de radio
También junto a Berugo Carámbula, condujo un programa radial infantil de gran éxito, llamado "Arriba chicos", que comenzaba a las 6 de la mañana y cuya finalidad era acompañar a los niños al levantarse para ir a la escuela, con chistes, canciones, y comentarios positivos. El programa comenzó en 1981.

### Actriz de cine
En cine, trabajó en Una mujer (1975) con Federico Luppi y Cipe Lincovsky,  Los superagentes biónicos (1977) y en Cantaniño cuenta un cuento (1979).

### Empresaria textil
En 1985 se casó con el empresario textil italiano Lando Simonetti, que había llegado a Argentina con una marca de ropa infantil para comercializar en el país.
Pese a ser una de las caras más conocidas de la pantalla argentina, Gachi Ferrari decidió abandonar su carrera. En la actualidad es dueña de la empresa de ropa La Martina, en la cual realiza el diseño de las prendas.

## Vida privada
El 25 de abril de 1981 tuvo a su hijo Ignacio. Se encuentra casada con el empresario Lando Simonetti, junto a quien fundó la firma de ropa La Martina., cuya presencia es internacional.

## Filmografía
- 1979: Cantaniño cuenta un cuento.
- 1977: Los superagentes biónicos.
- 1975: Una mujer.